# Templo de São Paulo
El Templo de São Paulo es el nombre oficial de uno de los templos construidos y operados por La Iglesia de Jesucristo de los Santos de los Últimos Días, el número 19 construido por la iglesia y el primero construido en Suramérica, ubicado en la Avenida Francisco Morato al oeste de la ciudad de São Paulo. Fue el primer templo SUD en tener un solo piso y uno de los primeros con un solo pináculo, midiendo este 31 metros de altura. 
Para el tiempo de su dedicación, el templo de São Paulo recibía visitas de fieles de toda Suramérica, el cual, temporalmente permanecía abierto las 24 horas del día. Anterior a su dedicación, el templo más cercano para los fieles en Brasil era el templo de Washington D. C. Adjunto al templo está ubicado un Centro de Capacitación Misional, para el entrenamiento de misioneros mormones.
Adyacente al templo se construye una nueva estación de la Línea 4 del Metro de São Paulo, proporcionando visitantes al templo una opción de transporte público con al templo y al nuevo centro de visitantes.

## Historia
La Iglesia de Jesucristo de los Santos de los Últimos Días (Iglesia SUD) se estableció en Brasil en 1926 con la apertura de la Misión Sudamericana. La obra proselitista se centró en pequeñas colonias de inmigrantes alemanes en el sur de Brasil. La Iglesia SUD se vio obligada a expandir la obra misional a brasileños y portugueses cuando en 1938 el gobierno prohibió los idiomas que no eran portugueses en las reuniones públicas. La Misión Brasil se inauguró el 9 de febrero de 1935 y el primer Libro de Mormón traducido al portugués se publicó en 1939.
A principios de los años 1950, la iglesia instituyó programas para seleccionar genealógicamente a los brasileños interesados en la Iglesia SUD o sus miembros en Brasil para evitar que las personas con ascendencia africana se unieran a la iglesia. La política de la Iglesia impedía que los varones con ascendencia africana fueran ordenados al sacerdocio. En 1965, el entonices presidente de la iglesia David O. McKay cambió la política en Brasil, requiriendo que todos los hombres fueran considerados calificados para recibir el sacerdocio a menos que hubiera evidencia obvia que demostrara lo contrario. La primera estaca en Brasil se estableció en São Paulo el 1 de mayo de 1966.

## Anuncio
El anuncio público de la construcción de un templo en Suramérica ocurrió el 1 de marzo de 1975 durante una conferencia especial de la iglesia en São Paulo presidida por la Primera Presidencia de la iglesia. La conferencia llevada a cabo en el Palácio do Anhembi, en São Paulo, fue la primera vez que Brasil fue anfitrión de una conferencia de la iglesia. La construcción del templo en Brasil y el anuncio que modificaba la política de la iglesia hacia los varones de raza negra iban muy de la mano. James E. Faust y Bruce R. McConkie miembros del cuórum de los doce apóstoles y encargados de presidir sobre Brasil reportaron que la contribución monetaria y de mano de obra para el templo por parte de hombres de raza negra era igual que de otras razas. Junto a otros factores relacionados al progreso proselitista en Brasil, conllevaron a la decisión en junio de 1978 de permitir la ordenación al sacerdocio y a las ordenanzas del templo a hombres de todas sin restricción por raza.
Luego del anuncio público la iglesia obtuvo un sitio elegido para la construcción del templo en la comuna Jardim Caxingui. La ceremonia de la primera palada de la construcción del templo de São Paulo fue el 20 de marzo de ese mismo año, después de que cientos de fieles se reunieran para limpiar el terreno. Para entonces, la iglesia mormona registraba 208.000 fieles en Brasil.

## Dedicación
Tres años después, el 30 de octubre de 1978, Spencer W. Kimball, el entonces presidente de la iglesia SUD dedicó el templo para sus actividades eclesiásticas en 11 sesiones al que asistieron cerca de 13 mil fieles. Fue el mismo año que la iglesia permitió la ordenación al sacerdocio a personas de raza negra. Previo a ello, entre el 27 de noviembre y el 10 de diciembre de ese mismo año, la iglesia permitió un recorrido público de las instalaciones y del interior del templo al que asistieron más de 24.000 visitantes. El uso del templo fue tan numeroso que en sus inicios, el templo ofrecía sesiones de invesiduras corridas durante la noche de viernes a sábado.
El templo de São Paulo inauguró la obra vicaria por ancestros fallecidos sin previa autorización de la cede en Utah. Hasta ese momento, todos los registros genealógicos y la presentación de nombres para la obra del templo de personas fallecidas pasaban por las oficinas centrales de la Iglesia en Salt Lake City. El templo de São Paulo sería el primer templo independiente donde los nombres de ancestros podrían revisarse y aprobarse localmente para su uso en el templo.

## Construcción
La estructura del templo fue diseñada para soportar un cargamento sísmico con aditivos de concreto de unos 2 mil metros cúbicos. Las rejas del exterior, de las ventanas y puertas son de bronce oscuro modificadas con adonizado protector de aluminio. El edificio también tiene sus ventanas decoradas con vitrales. La piedra que recubre el exterior del templo está hecha de una mezcla de astillas de mármol y cemento blanco con una aplicación final de silicona añadiéndole resistencia a la contaminación.
El templo de São Paulo tiene un total de 5.504 m² de construcción, cuenta con dos salones para ordenanzas SUD con capacidad para 84 personas y cuatro salones de sellamientos matrimoniales. El templo fue construido para soportar los efectos de un sismo. El templo de treinta y un metros de altura tiene una torre de trece metros con placas de acero de color dorado con un acabado de bronce fundido en forma de “V”. Las instalaciones del interior incluyen área de recepción, oficinas, vestidores, cocina y comedor para los trabajadores del templo, lavandería, guardería y otras comodidades.
La pila bautismal es de acero inoxidable y tiene un exterior de mármol fundido y descansa sobre una base compuesta por doce bueyes de mármol que simbolizan las doce tribus de Israel. El agua para la fuente tiene temperatura controlada y tratada químicamente para garantizar su pureza.
La mayoría de los muebles y tapizados del templo son de terciopelo y satén de colores suaves. Los revestimientos de las paredes en algunas áreas están hechos de jacarandá proveniente de Mato Grosso. Parte del revestimiento de la pared del salón celestial es de madera esmaltada en blanco, con forma de arcos. El salón celestial está iluminada por un gran candelabro central de cristal checoslovaco.

### Remodelación
El 20 de agosto de 2003, como parte de una extensa remodelación del templo, 25 años después de su dedicación, se le añadió una estatua bañada de oro del ángel Moroni sobre el pináculo del templo. Gordon B. Hinckley rededicó el templo después de su renovación el 22 de febrero de 2004. El gobernador de Sao Paulo, Geraldo Alckmin y el entonces presidente de Brasil Luis Inacio Lula da Silva participaron del recorrido del templo durante su remodelación. Después de la dedicación de un templo SUD, no se le permite la entrada a personas que no hayan sido bautizados en la iglesia o quienes pertenezcan a ella que no tengan una recomendación para entrar.

### Centro de Visitantes
La construcción de templos en áreas circunvecinas a São Paulo a reducido la necesidad del edificio de hospedaje para visitantes del templo de São Paulo. El edificio ha sido reducido de tamaño y parte de él y del estacionamiento vecino han sido utilizados para la construcción de un centro de visitantes, el primero en América del Sur, al estilo de centros de visitantes de varios templos principales de la iglesia. Se anticipa que el centro de visitantes tenga una réplica del Cristo de Thorvaldsen, una estatua obra de Bertel Thorvaldsen.